# Veľké Rovné
Veľké Rovné é um município da Eslováquia, situado no distrito de Bytča, na região de Žilina. Tem 40,6 km² de área e sua população em 2018 foi estimada em 3.740 habitantes. Foi citado pela primeira vez em documento oficial no ano de 1408.

## Demografia
| Ano:        | 1994 | 2004   | 2014   | 2024   |
| ----------- | ---- | ------ | ------ | ------ |
| Broj ljudi: | 4051 | 4042   | 3779   | 3582   |
| Razlika:    |      | -0,22% | -6,50% | -5,21% |

| Ano:               | 2023 | 2024   |
| ------------------ | ---- | ------ |
| Número de pessoas: | 3581 | 3582   |
| Diferença:         |      | +0,02% |